# Fase final del Campionat del Món de bàsquet masculí del 2010
La fase final del Campionat del Món de bàsquet 2010 es començà a disputar el 4 de setembre. Es classifiquen per la fase final els equips que han acabat en els quatre primers llocs del seu grup a la primera fase. Els partits es juguen al Sinan Erdem Spor Salonu d'Istanbul, Turquia.
Els equips eliminats als quarts de final lluitaran pels llocs del cinquè al vuitè; de la mateixa manera, els que perdin les semifinals també lluitaran pel tercer i quart lloc.

## Encreuaments
|  | Vuitens de final      | Vuitens de final      |                        |     | Quarts de final | Quarts de final |  |  | Semifinals | Semifinals |  |  | Final | Final |
|  |                       |                       |                        |     |                 |                 |  |  |            |            |  |  |       |       |
|  | 4 de setembre de 2010 |                       |                        |     |                 |                 |  |  |            |            |  |  |       |       |
|  |                       |                       |                        |     |                 |                 |  |  |            |            |  |  |       |       |
|  | Sèrbia                | 73                    |                        |     |                 |                 |  |  |            |            |  |  |       |       |
|  | Sèrbia                | 73                    | 8 de setembre de 2010  |     |                 |                 |  |  |            |            |  |  |       |       |
|  | Croàcia               | 72                    |                        |     |                 |                 |  |  |            |            |  |  |       |       |
|  | Croàcia               | 72                    | Sèrbia                 | 92  |                 |                 |  |  |            |            |  |  |       |       |
|  | 4 de setembre de 2010 |                       | Sèrbia                 | 92  |                 |                 |  |  |            |            |  |  |       |       |
|  |                       | Espanya               | 89                     |     |                 |                 |  |  |            |            |  |  |       |       |
|  | Espanya               | Espanya               | 89                     | 80  |                 |                 |  |  |            |            |  |  |       |       |
|  | Espanya               |                       | 11 de setembre de 2010 | 80  |                 |                 |  |  |            |            |  |  |       |       |
|  | Grècia                | 72                    |                        |     |                 |                 |  |  |            |            |  |  |       |       |
|  | Grècia                | 72                    | Sèrbia                 | 82  |                 |                 |  |  |            |            |  |  |       |       |
|  | 5 de setembre de 2010 |                       | Sèrbia                 | 82  |                 |                 |  |  |            |            |  |  |       |       |
|  |                       | Turquia               | 83                     |     |                 |                 |  |  |            |            |  |  |       |       |
|  | Turquia               | Turquia               | 83                     | 95  |                 |                 |  |  |            |            |  |  |       |       |
|  | Turquia               | 8 de setembre de 2010 |                        | 95  |                 |                 |  |  |            |            |  |  |       |       |
|  | França                | 77                    |                        |     |                 |                 |  |  |            |            |  |  |       |       |
|  | França                | 77                    | Turquia                | 95  |                 |                 |  |  |            |            |  |  |       |       |
|  | 5 de setembre de 2010 |                       | Turquia                | 95  |                 |                 |  |  |            |            |  |  |       |       |
|  |                       | Eslovènia             | 68                     |     |                 |                 |  |  |            |            |  |  |       |       |
|  | Eslovènia             | Eslovènia             | 68                     | 87  |                 |                 |  |  |            |            |  |  |       |       |
|  | Eslovènia             |                       | 12 de setembre de 2010 | 87  |                 |                 |  |  |            |            |  |  |       |       |
|  | Austràlia             | 58                    |                        |     |                 |                 |  |  |            |            |  |  |       |       |
|  | Austràlia             | 58                    | Turquia                | 64  |                 |                 |  |  |            |            |  |  |       |       |
|  | 6 de setembre de 2010 |                       | Turquia                | 64  |                 |                 |  |  |            |            |  |  |       |       |
|  |                       | Estats Units          | 81                     |     |                 |                 |  |  |            |            |  |  |       |       |
|  | Estats Units          | Estats Units          | 81                     | 121 |                 |                 |  |  |            |            |  |  |       |       |
|  | Estats Units          | 9 de setembre de 2010 |                        | 121 |                 |                 |  |  |            |            |  |  |       |       |
|  | Angola                | 66                    |                        |     |                 |                 |  |  |            |            |  |  |       |       |
|  | Angola                | 66                    | Estats Units           | 89  |                 |                 |  |  |            |            |  |  |       |       |
|  | 6 de setembre de 2010 |                       | Estats Units           | 89  |                 |                 |  |  |            |            |  |  |       |       |
|  |                       | Rússia                | 79                     |     |                 |                 |  |  |            |            |  |  |       |       |
|  | Rússia                | Rússia                | 79                     | 78  |                 |                 |  |  |            |            |  |  |       |       |
|  | Rússia                |                       | 11 de setembre de 2010 | 78  |                 |                 |  |  |            |            |  |  |       |       |
|  | Nova Zelanda          | 56                    |                        |     |                 |                 |  |  |            |            |  |  |       |       |
|  | Nova Zelanda          | 56                    | Estats Units           | 89  |                 |                 |  |  |            |            |  |  |       |       |
|  | 7 de setembre 2010    |                       | Estats Units           | 89  |                 |                 |  |  |            |            |  |  |       |       |
|  |                       | Lituània              | 74                     |     |                 |                 |  |  |            |            |  |  |       |       |
|  | Lituània              | Lituània              | 74                     | 78  |                 |                 |  |  |            |            |  |  |       |       |
|  | Lituània              | 9 de setembre de 2010 |                        | 78  |                 |                 |  |  |            |            |  |  |       |       |
|  | Xina                  | 67                    |                        |     |                 |                 |  |  |            |            |  |  |       |       |
|  | Xina                  | 67                    | Lituània               | 104 |                 |                 |  |  |            |            |  |  |       |       |
|  | 7 de setembre 2010    |                       | Lituània               | 104 |                 |                 |  |  |            |            |  |  |       |       |
|  |                       | Argentina             | 85                     |     |                 |                 |  |  |            |            |  |  |       |       |
|  | Argentina             | Argentina             | 85                     | 93  |                 |                 |  |  |            |            |  |  |       |       |
|  | Argentina             |                       |                        | 93  |                 |                 |  |  |            |            |  |  |       |       |
|  | Brasil                | 89                    |                        |     |                 |                 |  |  |            |            |  |  |       |       |
|  | Brasil                | 89                    |                        |     |                 |                 |  |  |            |            |  |  |       |       |

### Cinquè al vuitè lloc
|  | Fase de classificació  | Fase de classificació  |    |                        | Cinquè lloc            | Cinquè lloc |
|  |                        |                        |    |                        |                        |             |
|  | 10 de setembre de 2010 |                        |    |                        |                        |             |
|  | Espanya                | 97                     |    |                        |                        |             |
|  | Eslovènia              | 80                     |    |                        |                        |             |
|  |                        |                        |    |                        |                        |             |
|  |                        |                        |    |                        | 12 de setembre de 2010 |             |
|  |                        |                        |    |                        | Espanya                | 81          |
|  |                        | Argentina              | 86 |                        |                        |             |
|  |                        |                        |    |                        |                        |             |
|  |                        |                        |    |                        |                        |             |
|  |                        |                        |    |                        | Setè lloc              |             |
|  | 10 de setembre de 2010 | 10 de setembre de 2010 |    | 11 de setembre de 2010 | 11 de setembre de 2010 |             |
|  | Rússia                 | 61                     |    | Eslovènia              | 78                     |             |
|  | Argentina              | 73                     |    |                        | Rússia                 | 83          |

## Vuitens de final

### Sèrbia - Croàcia
| 4 de setembre 18:00 Crònica | Sèrbia                                          | '73'–72 | Croàcia                                         | Sinan Erdem Spor Salonu, Istanbul Assistència: 15.000 espectadors |
| 4 de setembre 18:00 Crònica | Resultats per quarts: 19–27, 15–9, 20–14, 19–22 |         |                                                 | Sinan Erdem Spor Salonu, Istanbul Assistència: 15.000 espectadors |
| 4 de setembre 18:00 Crònica | Pts: Krstić 16 Rebs: Tepić 7 Assist: Tepić 4    |         | Pts: Popović 21 Rebs: Tomić 8 Assist: Popović 5 | Sinan Erdem Spor Salonu, Istanbul Assistència: 15.000 espectadors |

### Espanya - Grècia
| 4 de setembre 21:00 Crònica | Espanya                                          | '80'–72 | Grècia                                                       | Sinan Erdem Spor Salonu, Istanbul Assistència: 15.000 espectadors |
| 4 de setembre 21:00 Crònica | Resultats per quarts: 22–19, 15–12, 15–20, 28–21 |         |                                                              | Sinan Erdem Spor Salonu, Istanbul Assistència: 15.000 espectadors |
| 4 de setembre 21:00 Crònica | Pts: Navarro 22 Rebs: Reyes 10 Assist: Rubio 6   |         | Pts: Zisis, Diamandidis 16 Rebs: Fotsis 7 Assist: Spanulis 3 | Sinan Erdem Spor Salonu, Istanbul Assistència: 15.000 espectadors |

### Eslovènia - Austràlia
| 5 de setembre 18:00 Crònica | Eslovènia                                       | '87'–58 | Austràlia                                      | Sinan Erdem Spor Salonu, Istanbul Assistència: 15.000 espectadors |
| 5 de setembre 18:00 Crònica | Resultats per quarts: 16–8, 26–13, 29–24, 16–13 |         |                                                | Sinan Erdem Spor Salonu, Istanbul Assistència: 15.000 espectadors |
| 5 de setembre 18:00 Crònica | Pts: Lakovič 19 Rebs: Rizvić 5 Assist: Dragić 8 |         | Pts: Ingles 13 Rebs: Nielsen 8 Assist: Mills 3 | Sinan Erdem Spor Salonu, Istanbul Assistència: 15.000 espectadors |

### Turquia - França
| 5 de setembre 21:00 Crònica | Turquia                                                                    | '95'–77 | França                                            | Sinan Erdem Spor Salonu, Istanbul Assistència: 15.000 espectadors |
| 5 de setembre 21:00 Crònica | Resultats per quarts: 19–14, 24–14, 28–17, 24–32                           |         |                                                   | Sinan Erdem Spor Salonu, Istanbul Assistència: 15.000 espectadors |
| 5 de setembre 21:00 Crònica | Pts: Türkoğlu 20 Rebs: İlyasova, Aşık 5 Assist: Güler, Tunçeri, Türkoğlu 3 |         | Pts: Diaw 21 Rebs: Diaw 5 Assist: Diaw, Piétrus 4 | Sinan Erdem Spor Salonu, Istanbul Assistència: 15.000 espectadors |

### Estats Units - Angola
| 6 de setembre 18:00 Crònica | Estats Units                                           | '121'–66 | Angola                                          | Sinan Erdem Spor Salonu, Istanbul Assistència: 15.000 espectadors |
| 6 de setembre 18:00 Crònica | Resultats per quarts: 33–13, 32–25, 26–18, 30–10       |          |                                                 | Sinan Erdem Spor Salonu, Istanbul Assistència: 15.000 espectadors |
| 6 de setembre 18:00 Crònica | Pts: Billups 19 Rebs: Odom 8 Assist: Rose, Westbrook 6 |          | Pts: Gomes 21 Rebs: Ambrosio 7 Assist: Morais 4 | Sinan Erdem Spor Salonu, Istanbul Assistència: 15.000 espectadors |

### Rússia - Nova Zelanda
| 6 de setembre 21:00 Crònica | Rússia                                                          | '78'–56 | Nova Zelanda                                                  | Sinan Erdem Spor Salonu, Istanbul Assistència: 15.000 espectadors |
| 6 de setembre 21:00 Crònica | Resultats per quarts: 13–15, 18–12, 20–13, 27–16                |         |                                                               | Sinan Erdem Spor Salonu, Istanbul Assistència: 15.000 espectadors |
| 6 de setembre 21:00 Crònica | Pts: Vorontsévitx 18 Rebs: Vorontsévitx 11 Assist: Ponkraixov 7 |         | Pts: Penney 21 Rebs: Vukona 5 Assist: Penney, Vukona, Frank 2 | Sinan Erdem Spor Salonu, Istanbul Assistència: 15.000 espectadors |

### Lituània - República Popular de la Xina
| 7 de setembre 18:00 Crònica | Lituània                                          | '78'–67 | Xina                                                                   | Sinan Erdem Spor Salonu, Istanbul Assistència: 15.000 espectadors |
| 7 de setembre 18:00 Crònica | Resultats per quarts: 17–22, 26–18, 21–11, 14–16  |         |                                                                        | Sinan Erdem Spor Salonu, Istanbul Assistència: 15.000 espectadors |
| 7 de setembre 18:00 Crònica | Pts: Kleiza 30 Rebs: Kleiza 9 Assist: Kalnietis 5 |         | Pts: Liu W. 21 Rebs: Yi J.L. 12 Assist: Liu W., Wang Z.Z., Wang S.P. 3 | Sinan Erdem Spor Salonu, Istanbul Assistència: 15.000 espectadors |

### Argentina - Brasil
| 7 de setembre 21:00 Crònica | Argentina                                        | '93'–89 | Brasil                                                                                 | Sinan Erdem Spor Salonu, Istanbul Assistència: 15.000 espectadors |
| 7 de setembre 21:00 Crònica | Resultats per quarts: 25–25, 21–23, 20–18, 27–23 |         |                                                                                        | Sinan Erdem Spor Salonu, Istanbul Assistència: 15.000 espectadors |
| 7 de setembre 21:00 Crònica | Pts: Scola 37 Rebs: Scola 9 Assist: Prigioni 8   |         | Pts: Huertas 34 Rebs: Splitter, Varejão 5 Assist: Splitter, Barbosa, Huertas, Garcia 2 | Sinan Erdem Spor Salonu, Istanbul Assistència: 15.000 espectadors |

## Quarts de final

### Sèrbia - Espanya
| 8 de setembre 18:00 Crònica | Sèrbia                                                       | '92'–89 | Espanya                                             | Sinan Erdem Spor Salonu, Istanbul Assistència: 15.000 espectadors Àrbitres: Pablo Alberto Estevez (ARG), William Gene Kennedy(USA) Michael Aylen (AUS) |
| 8 de setembre 18:00 Crònica | Resultats per quarts: 27–23, 22–18, 18–23, 25–25             |         |                                                     | Sinan Erdem Spor Salonu, Istanbul Assistència: 15.000 espectadors Àrbitres: Pablo Alberto Estevez (ARG), William Gene Kennedy(USA) Michael Aylen (AUS) |
| 8 de setembre 18:00 Crònica | Pts: Kešelj, Veličković 17 Rebs: Krstić 9 Assist: Teodosić 8 |         | Pts: Navarro 27 Rebs: Garbajosa 6 Assist: Navarro 5 | Sinan Erdem Spor Salonu, Istanbul Assistència: 15.000 espectadors Àrbitres: Pablo Alberto Estevez (ARG), William Gene Kennedy(USA) Michael Aylen (AUS) |

### Turquia - Eslovènia
| 8 de setembre 21:00 Crònica | Turquia                                                           | '95'–68 | Eslovènia                                                     | Sinan Erdem Spor Salonu, Istanbul Assistència: 15.000 espectadors Àrbitres: Jose Anibal Carrion (PUR), Anthony Dewayne Jordan (USA), Cristiano Jesus Maranho (BRA) |
| 8 de setembre 21:00 Crònica | Resultats per quarts: 27–14, 23–17, 21–12, 24–25                  |         |                                                               | Sinan Erdem Spor Salonu, Istanbul Assistència: 15.000 espectadors Àrbitres: Jose Anibal Carrion (PUR), Anthony Dewayne Jordan (USA), Cristiano Jesus Maranho (BRA) |
| 8 de setembre 21:00 Crònica | Pts: İlyasova 19 Rebs: İlyasova, Erden, Aşık 5 Assist: Türkoğlu 7 |         | Pts: Bečirovič, Nachbar 16 Rebs: Brezec 5 Assist: Bečirovič 6 | Sinan Erdem Spor Salonu, Istanbul Assistència: 15.000 espectadors Àrbitres: Jose Anibal Carrion (PUR), Anthony Dewayne Jordan (USA), Cristiano Jesus Maranho (BRA) |

### Estats Units - Rússia
| 9 de setembre 18:00 Crònica | Estats Units                                     | '89'–79 | Rússia                                                 | Sinan Erdem Spor Salonu, Istanbul Assistència: 15.000 espectadors Àrbitres: Reynaldo Antonio Mercedes Sanchez (DOM), Jose Martin (ESP, Jakob Zamojski (POL) |
| 9 de setembre 18:00 Crònica | Resultats per quarts: 25–25, 19–14, 26–17, 19–23 |         |                                                        | Sinan Erdem Spor Salonu, Istanbul Assistència: 15.000 espectadors Àrbitres: Reynaldo Antonio Mercedes Sanchez (DOM), Jose Martin (ESP, Jakob Zamojski (POL) |
| 9 de setembre 18:00 Crònica | Pts: Durant 33 Rebs: Odom 12 Assist: Billups 5   |         | Pts: Bíkov 17 Rebs: Vorontsévitx 12 Assist: Khvostov 5 | Sinan Erdem Spor Salonu, Istanbul Assistència: 15.000 espectadors Àrbitres: Reynaldo Antonio Mercedes Sanchez (DOM), Jose Martin (ESP, Jakob Zamojski (POL) |

### Lituània - Argentina
| 9 de setembre 21:00 Crònica | Lituània                                                      | '104'–85 | Argentina                                                | Sinan Erdem Spor Salonu, Istanbul Assistència: 15.000 espectadors Àrbitres: Jorge Vasquez (PUR), Guerrino Cerebuch (ITA), Scott Jason Butler (AUS) |
| 9 de setembre 21:00 Crònica | Resultats per quarts: 28–18, 22–12, 35–23, 19–32              |          |                                                          | Sinan Erdem Spor Salonu, Istanbul Assistència: 15.000 espectadors Àrbitres: Jorge Vasquez (PUR), Guerrino Cerebuch (ITA), Scott Jason Butler (AUS) |
| 9 de setembre 21:00 Crònica | Pts: Jasaitis 19 Rebs: Kleiza 9 Assist: Kalnietis, Jankūnas 5 |          | Pts: Delfino 25 Rebs: Oberto, Jasen 5 Assist: Prigioni 6 | Sinan Erdem Spor Salonu, Istanbul Assistència: 15.000 espectadors Àrbitres: Jorge Vasquez (PUR), Guerrino Cerebuch (ITA), Scott Jason Butler (AUS) |

## Classificació del cinquè al vuitè

### Espanya - Eslovènia
| 10 de setembre Crònica | Espanya                                          | '97'–80 | Eslovènia                                                | Sinan Erdem Spor Salonu, Istanbul Assistència: 15.000 espectadors Àrbitres: Romualdas Brazauskas (LTU), Murat Biricik (TUR), Olegs Latisevs (LAT) |
| 10 de setembre Crònica | Resultats per quarts: 16–23, 22–18, 26–21, 33–18 |         |                                                          | Sinan Erdem Spor Salonu, Istanbul Assistència: 15.000 espectadors Àrbitres: Romualdas Brazauskas (LTU), Murat Biricik (TUR), Olegs Latisevs (LAT) |
| 10 de setembre Crònica | Pts: Navarro 26 Rebs: Reyes 10 Assist: Navarro 7 |         | Pts: Lakovič, Dragić 19 Rebs: Brezec 9 Assist: Lakovič 4 | Sinan Erdem Spor Salonu, Istanbul Assistència: 15.000 espectadors Àrbitres: Romualdas Brazauskas (LTU), Murat Biricik (TUR), Olegs Latisevs (LAT) |

### Rússia - Argentina
| 10 de setembre Crònica | Rússia                                             | 61–'73' | Argentina                                        | Sinan Erdem Spor Salonu, Istanbul Assistència: 15.000 espectadors Àrbitres: Anthony Dewayne Jordan (USA), Srdan Dozai (CRO), Eddie Viator (FRA) |
| 10 de setembre Crònica | Resultats per quarts: 11–15, 22–21, 19–18, 9–19    |         |                                                  | Sinan Erdem Spor Salonu, Istanbul Assistència: 15.000 espectadors Àrbitres: Anthony Dewayne Jordan (USA), Srdan Dozai (CRO), Eddie Viator (FRA) |
| 10 de setembre Crònica | Pts: Mónia 17 Rebs: Mozgov 11 Assist: Ponkraixov 4 |         | Pts: Scola 27 Rebs: Delfino 7 Assist: Prigioni 5 | Sinan Erdem Spor Salonu, Istanbul Assistència: 15.000 espectadors Àrbitres: Anthony Dewayne Jordan (USA), Srdan Dozai (CRO), Eddie Viator (FRA) |

### Eslovènia - Rússia
| 11 de setembre Crònica | Eslovènia                                       | 78–'83' | Rússia                                       | Sinan Erdem Spor Salonu, Istanbul Assistència: 15.000 espectadors Àrbitres: Guerrino Cerebuch (ITA), Recep Anakrali (TUR), Fernando Rocha(POR) |
| 11 de setembre Crònica | Resultats per quarts: 23–21, 14–9, 22–22, 19–31 |         |                                              | Sinan Erdem Spor Salonu, Istanbul Assistència: 15.000 espectadors Àrbitres: Guerrino Cerebuch (ITA), Recep Anakrali (TUR), Fernando Rocha(POR) |
| 11 de setembre Crònica | Pts: Nachbar 20 Rebs: Slokar 7 Assist: Dragić 7 |         | Pts: Mozgov 19 Rebs: Mónia 7 Assist: Bíkov 7 | Sinan Erdem Spor Salonu, Istanbul Assistència: 15.000 espectadors Àrbitres: Guerrino Cerebuch (ITA), Recep Anakrali (TUR), Fernando Rocha(POR) |

### Espanya - Argentina
| 12 de setembre Crònica | Espanya                                                                                 | 81–'86' | Argentina                                         | Sinan Erdem Spor Salonu, Istanbul Assistència: 15.000 espectadors Àrbitres: Jose Anibal Carrion (PUR), Ilija Belosevic (SRB), Scott Jason Butler (AUS) |
| 12 de setembre Crònica | Resultats per quarts: 16–23, 16–26, 30–16, 19–21                                        |         |                                                   | Sinan Erdem Spor Salonu, Istanbul Assistència: 15.000 espectadors Àrbitres: Jose Anibal Carrion (PUR), Ilija Belosevic (SRB), Scott Jason Butler (AUS) |
| 12 de setembre Crònica | Pts: Fernández 31 Rebs: Gasol 10 Assist: San Emeterio, Fernández, Navarro, Llull 3 each |         | Pts: Delfino 27 Rebs: Scola 11 Assist: Prigioni 7 | Sinan Erdem Spor Salonu, Istanbul Assistència: 15.000 espectadors Àrbitres: Jose Anibal Carrion (PUR), Ilija Belosevic (SRB), Scott Jason Butler (AUS) |

## Semifinals

### Sèrbia - Turquia
| 11 de setembre 15:00 | Sèrbia | 'vs. | Turquia | Sinan Erdem Spor Salonu, Istanbul |

### Estats Units - Lituània
| 11 de setembre 19:00 Crònica | Estats Units                                                    | '89'–74 | Lituània                                                                               | Sinan Erdem Spor Salonu, Istanbul Assistència: 15.000 espectadors Àrbitres: Carl Jungebrand (FIN), Sasa Pukl (SLO), Marcos Fornies Benito (BRA) |
| 11 de setembre 19:00 Crònica | Resultats per quarts: 23–12, 19–15, 23–26, 24–21                |         |                                                                                        | Sinan Erdem Spor Salonu, Istanbul Assistència: 15.000 espectadors Àrbitres: Carl Jungebrand (FIN), Sasa Pukl (SLO), Marcos Fornies Benito (BRA) |
| 11 de setembre 19:00 Crònica | Pts: Durant 38 Rebs: Odom 10 Assist: Billups, Rose, Westbrook 3 |         | Pts: Javtokas 15 Rebs: Javtokas 9 Assist: Kalnietis, Mačiulis, Pocius, Delininkaitis 2 | Sinan Erdem Spor Salonu, Istanbul Assistència: 15.000 espectadors Àrbitres: Carl Jungebrand (FIN), Sasa Pukl (SLO), Marcos Fornies Benito (BRA) |

## Sèrbia - Lituània
| 12 de setembre Crònica | Sèrbia                                             | 88–'99' | Lituània                                          | Sinan Erdem Spor Salonu, Istanbul Assistència: 15.000 espectadors Àrbitres: Jorge Vasquez (PUR), Anthony Dewayne Jordan (USA), Christos Christodoulou (GRE) |
| 12 de setembre Crònica | Resultats per quarts: 22–23, 16–25, 16–24, 34–27   |         |                                                   | Sinan Erdem Spor Salonu, Istanbul Assistència: 15.000 espectadors Àrbitres: Jorge Vasquez (PUR), Anthony Dewayne Jordan (USA), Christos Christodoulou (GRE) |
| 12 de setembre Crònica | Pts: Veličković 18 Rebs: Krstić 8 Assist: Rašić 10 |         | Pts: Kleiza 33 Rebs: Jasaitis 10 Assist: Kleiza 4 | Sinan Erdem Spor Salonu, Istanbul Assistència: 15.000 espectadors Àrbitres: Jorge Vasquez (PUR), Anthony Dewayne Jordan (USA), Christos Christodoulou (GRE) |

## Turquia - Estats Units
| 12 de setembre 21:30 Crònica | Turquia                                              | 64–'81' | Estats Units                                | Sinan Erdem Spor Salonu, Istanbul Assistència: 15.000 espectadors Àrbitres: Cristiano Jesus Maranho (BRA), Luigi Lamonica (ITA), Juan Arteaga (ESP) |
| 12 de setembre 21:30 Crònica | Resultats per quarts: 17–22, 15–20, 16–19, 16–20     |         |                                             | Sinan Erdem Spor Salonu, Istanbul Assistència: 15.000 espectadors Àrbitres: Cristiano Jesus Maranho (BRA), Luigi Lamonica (ITA), Juan Arteaga (ESP) |
| 12 de setembre 21:30 Crònica | Pts: Türkoğlu 16 Rebs: İlyasova 11 Assist: Tunçeri 5 |         | Pts: Durant 28 Rebs: Odom 11 Assist: Rose 6 | Sinan Erdem Spor Salonu, Istanbul Assistència: 15.000 espectadors Àrbitres: Cristiano Jesus Maranho (BRA), Luigi Lamonica (ITA), Juan Arteaga (ESP) |